# Sistem cristalin ortorombic

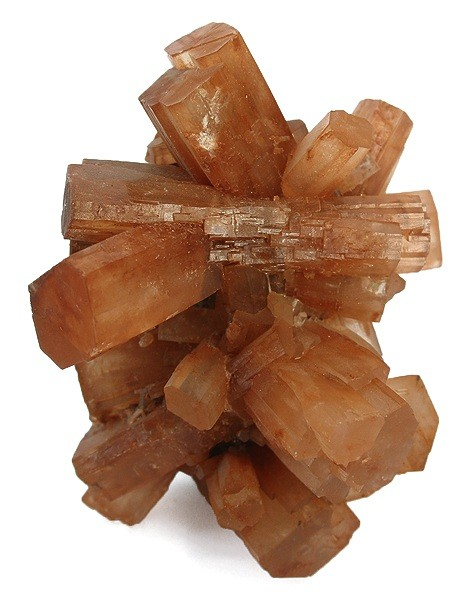
Un exemplu de mineral ce cristalizează în sistemul ortorombic este aragonitul

În cristalografie, sistemul cristalin ortorombic (sau rombic) este un sistem cristalin al cărui celulă elementară este formată din trei axe perpendiculare, cu toate interceptele diferite. Altfel spus, au formă de prismă pătratică cu baza dreptunghiulară (de mărimi a și b) și cu o înălțime (c), astfel încât a, b și c nu sunt egale. Toate cele trei baze se intersectează în unghi drept (de 90°), așa încât vectorii rețelei sunt ortogonali între ei.

## Tipuri

### Rețele Bravais
| Rețea Bravais              | Ortorombic primitiv | Ortorombic cu bază centrată | Ortorombic cu corp centrat | Ortorombic cu fețe centrate |
| Simbol Pearson             | oP                  | oS                          | oI                         | oF                          |
| -------------------------- | ------------------- | --------------------------- | -------------------------- | --------------------------- |
| Celulă elementară standard | Ortorombic, simplu  | Ortorombic, bază centrată   | Ortorombic, corp centrat   | Ortorombic, fețe centrate   |

### Clase cristaline
Cristalele din sistemul ortorombic se clasifică în alte trei clase cristaline:
- Sfenoidal
- Piramidal
- Bipiramidal

## Exemple
Minerale care cristalizează în sistemul ortorombic sunt: epsomitul, hemimorfitul, olivina, marcasita, aragonitul, etc.